# 张伯伦 (南达科他州)
张伯伦（英語：Chamberlain），是美国南达科他州布鲁尔县下属的一座城市。根据2010年美国人口普查，该市有人口2,387人。2011年估计该市人口约有2,400人，年增长率为0.54%。